# 肯特鎮區 (北達科他州迪基縣)
肯特鎮區（英語：Kent Township）是位於美國北達科他州迪基縣的一個鎮區。

## 地方資料
肯特鎮區的面積為93.00平方千米，當中陸地面積為92.93平方千米，而水域面積為0.06平方千米。根據2020年美國人口普查的數據，當地共有人口27人，而人口密度為每平方千米0.29人。